# Concert per a piano núm. 25 (Mozart)
El Concert per a piano núm. 25 en do major, K. 503, va ser completat per Wolfgang Amadeus Mozart el 4 de desembre de 1786, al mateix temps que la Simfonia de Praga, K. 504. Encara que després seguirien dos concerts més (núm. 26, K. 537 i núm. 27, K. 595), aquesta obra és l'últim dels que es consideren els dotze grans concerts per a piano escrits a Viena entre 1784 i 1786. Cronològicament, l'obra és el 21 dels 23 concerts originals per a piano de Mozart.
El concert K. 503 és ara àmpliament reconegut "per consens general" com "una de les obres mestres més grans de Mozart en el gènere del concert". Tanmateix, durant molt de temps va ser ignorat en favor d'altres concerts "més brillants" de Mozart, com ara el núm. 21, K. 467. Encara que Mozart la va interpretar en diverses ocasions,  no es va tornar a interpretar a Viena fins després de la seva mort, i només va obtenir acceptació en el repertori estàndard a la part posterior del segle xx. L'alumne de Mozart Johann Nepomuk Hummel el valorava molt; de fet, va ser un dels set concerts de Mozart que Hummel va arranjar per a conjunt de música de cambra.

## Música
El concert està eswcrit per a piano sol, flauta, dos oboès, dos fagots, dues trompes en do, dues trompetes en do, timbales i cordes. És un dels concerts més llargs de Mozart, amb una durada mitjana d'entre 29 i 33 minuts.
El concert té els tres moviments següents:
- Allegro maestoso, 4/4
- Andante in F major, 3/4
- Allegretto, 2/2

El concert en do major es compara sovint amb la Simfonia Júpiter de Mozart; per exemple, Eric Blom escriu que el concert "revela una concentració en la seva elaboració i una grandiositat que el converteixen en l'equivalent de la Simfonia Júpiter dins dels concerts de Mozart". Girdlestone considera que el seu paral·lel més proper és el Quintet de cordes en do, K. 515. El primer moviment expansiu (en forma sonata) és un dels moviments de concerts més simfònics de Mozart. Aquest moviment entra i surt subtilment del menor diverses vegades. Un dels temes secundaris del primer moviment del concert és una marxa que sovint recorda a la gent a La Marsellesa i que pot haver estat una inspiració per a la composició d'aquest himne. Aquest tema domina la secció de desenvolupament. Beethoven fa referència a aquest concert en el seu Quart Concert per a piano. A més, el famós motiu del primer moviment de la Cinquena Simfonia de Beethoven s'assembla al que es troba en aquest concert. A més, els concerts 25è de Mozart i 5è de Beethoven tenen un fort tema semblant a la marxa en el primer moviment que es toca primer en menor i després apareix gloriosament en major.
El segon moviment tranquil està en forma sonata, però no té una secció de desenvolupament. Utilitza àmpliament els vents.
El tercer moviment és una sonata-rondo que s'obre amb un tema de gavota de l'òpera Idomeneo de Mozart. Girdlestone considera que aquest moviment és molt seriós. Com el primer moviment, toca el menor; tanmateix, acaba amb seguretat i alegria.

## Recepció crítica
El 1798, el crític musical Johann Friedrich Rochlitz va descriure K.503 com "el més magnífic i difícil de tots els concerts [de Mozart] coneguts fins ara" i "[potser] el més magnífic de tots els concerts que s'han escrit mai".
Segons Simon P. Keefe, K. 503 es considera ara "per consentiment comú una de les millors obres mestres de Mozart en el gènere del concert". Sovint és vist com un "esperit afí" o "el rival i el complement" del gran concert per a piano en do menor de Mozart, K. 491, completat uns mesos abans. Keefe esmenta i cita Donald Tovey, Cuthbert Girdlestone i Alfred Einstein entre els musicòlegs que sostenen el K. 503 com a exemplar.